# Foice de Koller
A foice de Koller (ou Koller's sickle) nada mais é do que um agrupamento de células que se forma antes da gastrulação, abaixo da zona marginal superior do epiblasto. Este agrupamento de células recebe o nome de foice por ter a forma de uma lua na fase crescente.
A foice de Koller é fundamental durante a gastrulação, pois secreta FGF (fibroblast growth factor) que juntamente com Nodal (proteína secretora codificada pelo gene NODAL) induz a formação da linha primitiva.